# Пэйтас, Триша
Триша Пэйтас (англ. Trisha Paytas, /ˈpeɪtəs/; род. 8 мая 1988 года, Риверсайд, Калифорния, США) — американская медиа-персона. Её контент охватывает широкий спектр жанров, включая видеоблоги, посвящённые образу жизни, музыкальные видео и мукбанги. По состоянию на май 2025 года она собрала около 5 миллионов подписчиков и почти 1 миллиард просмотров за всю историю на YouTube.
Как подкастер, Пэйтас была соведущей подкастов «Frenemies» (2020—2021) вместе с Итаном Кляйном и «Just Trish» (с 2023 года) с Оскаром Грейси. Кроме того, она работала как певица, выпустив несколько альбомов и синглов, и появлялась в различных телевизионных шоу, фильмах и музыкальных видео.
Пэйтас становилась объектом споров и была обвинена в намеренном создании провокационных видео и постов в социальных сетях для достижения славы. Её также обвиняли в целенаправленном воздействии на различные группы, включая поклонников альтернативной музыки, эмо-сообщество и ЛГБТ-сообщество. После обвинений в сексизме и антисемитизме, связанных с обменом прямыми сообщениями между ней и Итаном Кляйном, она принесла извинения за эти сообщения.

## Ранняя жизнь
Пэйтас родилась 8 мая 1988 года в Риверсайде, Калифорния, в семье Фрэнка и Ленны Пэйтас. После развода родителей в возрасте трёх лет семья переехала в Фрипорт, штат Иллинойс. У неё есть старший брат и младшая сводная сестра по материнской линии. В 15 лет Пэйтас вернулась в Калифорнию, чтобы жить с отцом, и поступила в католическую онлайн-школу. В 16 лет она снова переехала в Иллинойс, где жила с матерью и посещала школу в Пекатонике, штат Иллинойс.

## Карьера

### 2006—2012: Начало на YouTube
После переезда в Лос-Анджелес для занятий актёрским мастерством, Пэйтас начала заниматься профессиональной моделью нижнего белья и работала стриптизёршей и эскортом, чтобы поддерживать себя финансово. Она участвовала в различных телевизионных шоу, пытаясь установить рекорд по скорости речи на шоу «Guinness World Records Unleashed» (710 слов за 54 секунды), а также появлялась на шоу «Шоу Грега Берендта», «Шоу Эллен Дедженерес» и «Кто хочет стать супергероем?».
Пэйтас зарегистрировала свой канал на YouTube в 2007 году. Первоначально он был посвящён кинорежиссёру Квентину Тарантино, которым Пэйтас восхищалась, но вскоре переключилась на другие виды контента. На канале она в основном даёт советы по моде, красоте и отношениям.
В 2010 году Пэйтас участвовала в эпизоде шоу «Моя странная зависимость», где призналась в своей зависимости от загара, несмотря на осознание высокого риска развития рака кожи. Также она снималась в музыкальных клипах различных артистов, включая Эминема, Эми Уайнхаус и The All-American Rejects.

### 2013—2017: Успех в Интернете и музыкальные релизы
С 2013 по 2017 год Пэйтас создавала множество троллинговых видео, объясняя Business Insider, что это способ «придуриваться», чтобы привлечь больше внимания и просмотров. Среди таких видео были утверждения, что у собак нет мозга, или что она голосовала за Митта Ромни на президентских выборах 2012 года. В 2014 году Пэйтас начала публиковать популярные мукбанг-сессии и челленджи с едой. В сентябре 2014 года она участвовала в телеигре «Celebrity Name Game» вместе с матерью.
В 2015 году клип на её песню «Fat Chicks» был опубликован на таких сайтах, как Cosmopolitan, The Huffington Post и Business Insider. В 2016 году её мини-альбом Daddy Issues попал в чарт Billboard Top Heatseekers, дебютировав на 25-й позиции.
В 2017 году Пэйтас стала участницей реалити-шоу «Celebrity Big Brother 20». Она покинула шоу через 11 дней и делала уничижительные комментарии о других участниках, включая обвинения в употреблении наркотиков.

### 2018—2022: Концертный тур и «Frenemies»
В 2019 году Пэйтас отправилась в тур под названием The Heartbreak Tour для продвижения своей музыки.
В сентябре 2020 года Пэйтас запустила YouTube-подкаст «Frenemies» вместе с другим ютубером, Итаном Кляйном. Шоу обсуждало последние события в мире социальных сетей. Пэйтас и Кляйн вели «Frenemies» до июня 2021 года, после чего Пэйтас покинула шоу, и оно было закрыто.
По состоянию на 2021 год, Пэйтас расширила своё присутствие в социальных сетях, начав использовать сайт OnlyFans.

### 2023–настоящее время: «Just Trish Podcast»
23 мая 2023 года Пэйтас и звезда YouTube Коллин Боллинджер начали совместно вести подкаст под названием «Oversharing». Однако 6 июня 2023 года подкаст был внезапно прекращён после выпуска трёх эпизодов, когда Боллинджер обвинили в домогательствах к своим поклонникам. Пэйтас подтвердила отмену подкаста 9 июля 2023 года в видео, посвящённом этой ситуации. Бывший фанат Боллинджер рассказал, что ранее отправлял ей NSFW-фотографии и видео с OnlyFans, где Пейтас высмеивала Боллинджер. Пэйтас заявила, что связалась с Боллинджер по поводу обвинений, но она их отрицала.
В июле 2023 года Пэйтас начала вести собственный YouTube-подкаст под названием «Just Trish Podcast». Соведущим выступил Оскар Грейси. В подкасте Пэйтас обсуждает актуальные темы поп-культуры. Первоначально запланированный как еженедельная серия, «Just Trish» быстро набрал значительную популярность на YouTube, что вдохновило Пэйтас выпускать два эпизода в неделю и приглашать различных гостей. Эпизод августа 2023 года с Таной Монжо стал первым эпизодом «Just Trish», набравшим более миллиона просмотров на YouTube. По состоянию на март 2024 года «Just Trish» привлёк около 30 миллионов просмотров на YouTube благодаря более чем 50 эпизодам, что сделало его одним из самых успешных проектов в карьере Пэйтас.
В феврале 2025 года Пэйтас приняла участие в постановке Trisha Paytas' Big Broadway Dream — однодневном благотворительном шоу в театре Святого Джеймса, в котором также участвовали Саттон Фостер, Бен Платт, Джой Вудс и Рэйчел Зеглер.

## Личная жизнь
Пэйтас имела несколько длительных публичных отношений. Она встречалась с американским видеоблогером Джейсоном Нэшем с 2017 по 2019 год. В начале 2020 года она начала встречаться с израильским художником Моисеем Хакмоном. 18 декабря 2020 года пара объявила о помолвке, а 11 декабря 2021 года они поженились. В феврале 2022 года Пэйтас объявила, что ожидает своего первого ребёнка от Хакмона. Ранее её врачи сказали, что она не сможет зачать ребёнка естественным путём. 14 сентября 2022 года она родила дочь. В ноябре 2023 года Пэйтас объявила, что ожидает второго ребёнка от Хакмона. 4 июня 2024 года она сообщила в социальных сетях, что 24 мая 2024 года родила вторую дочь. 6 марта 2025 года Пэйтас заявила в Instagram, что беременна третьим ребёнком, который должен родиться в июле 2025 года. 4 мая 2025 года она объявила на своём шоу в Лос-Анджелесе, что её третий ребёнок — мальчик.
Пэйтас на протяжении жизни идентифицировала себя с различными религиозными убеждениями, в основном с католицизмом.
Пэйтас страдала от проблем с психическим здоровьем, ей был поставлен диагноз пограничного расстройства личности. В интервью на H3 Podcast она заявила, что у неё были проблемы с употреблением психоактивных веществ и что однажды она была госпитализирована после передозировки метамфетамином. Пэйтас также сообщила, что её основной зависимостью были рецептурные препараты.
В октябре 2019 года Пэйтас публично заявила, что является трансгендерным мужчиной, но отрицала желание изменить свои местоимения. Это вызвало критику из-за того, что ранее она самоидентифицировалась как «куриный наггетс», предположительно в шутливой манере. В марте 2021 года она сказала, что, когда она заявила о своей трансгендерности в 2019 году, у неё «не было словарного запаса, чтобы описать это в то время». В апреле 2021 года Пайтас выпустила видео на своём основном YouTube-канале, в котором она обсудила своё предыдущее гендерное замешательство и подтвердила свою небинарную идентичность. С тех пор она изменила свои местоимения на «она/они».

## Фильмография

### Кино
| Год  | Название                          | Роль                     | Примечания             |
| ---- | --------------------------------- | ------------------------ | ---------------------- |
| 2008 | Всегда говори «да»                | Посетитель съезда        | В титрах не указана    |
| 2010 | Быстрее пули                      | Стриптизёрша             | В титрах не указана    |
| 2011 | To Get Her                        | Девушка-Фантазия         |                        |
| 2011 | Секс, Наркотики и Рэнди Ван Стоун | Девушка с порно-касеты   |                        |
| 2011 | Geezas                            | Скучающая блондинка      |                        |
| 2012 | Это не челюсти XXX                | Девушка в бикини         |                        |
| 2012 | Жажда странствий                  | Жена Дэвидсона           | В титрах не указана    |
| 2012 | Возбужденные птицы                | Экстра                   | В титрах не указана    |
| 2013 | Невероятный Бёрт Уандерстоун      | Каскадёр                 | В титрах не указана    |
| 2013 | Любовная лачуга Лолы              | Делюкс                   |                        |
| 2013 | Вода и власть                     | Стриптизёрша             |                        |
| 2013 | Коп из Беверли-Хиллз              | Пышногрудая блондинка №2 |                        |
| 2014 | Вирусное видео                    | Триша Пэйтас             | Короткометражный фильм |
| 2015 | Вирусное видео 2                  | Триша Пэйтас             | Короткометражный фильм |
| 2016 | Становится только хуже            | Экстра                   | Короткометражный фильм |

### Телевидение
| Год  | Название                                        | Роль                                     | Примечания                                        |
| ---- | ----------------------------------------------- | ---------------------------------------- | ------------------------------------------------- |
| 2006 | Character Fantasy                               | Секси-ниндзя                             | 1 эпизод                                          |
| 2006 | Шоу Тайры Бэнкс                                 | Она сама; гость                          | 1 эпизод, 24 Апреля                               |
| 2006 | Шоу Грега Берендта                              | Она сама; Корреспондент                  | 12 эпизодов                                       |
| 2007 | The Next Best Thing                             | Она сама                                 | Участник                                          |
| 2007 | Кто хочет стать супергероем?                    | Она сама; Мисс Центр внимания            | Участник; 7-е место, 4 серии                      |
| 2008 | The Price Is Right                              | Она сама                                 | Участник                                          |
| 2010 | Моя странная зависимость                        | Она сама                                 | Пилот                                             |
| 2010 | Верховный суд комедии                           | Она сама                                 | Эпизод: «Кевин Нилон против Джейми Кеннеди»       |
| 2010 | Клёвое шоу Тима и Эрика, отличная работа!       | Партнёрша для свидания Эрика             | Эпизод: «Счастливчик»                             |
| 2010 | The Dish                                        | Она сама                                 | 1 эпизод, 25 мая                                  |
| 2010 | The Ultimate Man                                | Трейси                                   | 3 эпизода                                         |
| 2010 | Scream Awards 2010                              | танцор M.I.A                             | TV Special                                        |
| 2011 | Шоу Эллен Дедженерес                            | Она сама; гость                          | Сезон 8, Серия 99                                 |
| 2011 | The 1st Annual Critics Choice Television Awards | Девушка, Снимающая Тело                  | TV Special                                        |
| 2011 | E! 50 Super Epic TV Moments                     | Она сама                                 | TV Special                                        |
| 2011 | Jackass Parody: Inception                       | Девушка-фантазия СтиваО.                 | Critics Choice Awards Special                     |
| 2011 | The Car Show                                    | Измененная Девушка                       | Эпизод: «Вырвись из прошлого и загляни в будущее» |
| 2011 | Конан                                           | Футболистка                              | Эпизод: «Возвращение в квартиру дьявола»          |
| 2011 | Американская семейка                            | Девушка, сделавшая пластическую операцию | Эпизод: «Вперед, лягушки-быки!»                   |
| 2011 | Who Wants to Date a Comedian?                   | Она сама                                 | Участник; Эпизод: «Грег Уилсон»                   |
| 2011 | Judge Alex                                      | Она сама; Ответчик                       | Эпизод: «Мец против Пэйтас»                       |
| 2011 | The Millionaire Matchmaker                      | Она сама                                 | Участник; Эпизод: «Молодые и лишенные любви»      |
| 2012 | Jane By Design                                  | экстра                                   | 1 эпизод                                          |
| 2012 | 1000 Ways to Die                                | Она сама; Бывшая официантка Hooters      | Эпизод: «Die-Abestic»                             |
| 2012 | Inside Edition                                  | Она сама; гость                          | 1 серия, 3 мая                                    |
| 2012 | America's Got Talent                            | Она сама                                 | Участник; 7 сезон, 10 серия                       |
| 2012 | Tosh.0                                          | Она сама                                 | Камео; эпизод: «Hurl-a-Whirl (Рвота)»             |
| 2013 | Dr. Phil                                        | Она сама; гость                          | Сезон 11, 84 серия                                |
| 2013 | Nathan for You                                  | Она сама                                 | Сезон 1, Серия 3                                  |
| 2013 | Walk of Shame                                   | Салли                                    | Эпизод: «Когда Гарри держал Салли на руках»       |
| 2013 | Family Tree                                     | Экстремальный Характер                   | Эпизод: «Шкатулка»                                |
| 2013 | Double Divas                                    | Она сама                                 | Эпизод: «Ритм и сиськи»                           |
| 2013 | Guinness World Records Gone Wild                | Она сама                                 | Contestant; Speed Reader                          |
| 2013 | Good Morning America                            | Она сама; Комментатор                    | 7 Ноября 2013 года                                |
| 2013 | Today                                           | Она сама; Ведущая прогноза погоды        | 7 Ноября 2013 года                                |
| 2014 | Ridiculousness                                  | Она сама                                 | Камео; 4 сезон, 6 серия                           |
| 2014 | Celebrity Name Game                             | Она сама                                 | Участник; 1 сезон, второй эпизол                  |
| 2014 | Dirty Mind Challenge                            | Она сама                                 | Участник; 1 эпизод                                |
| 2016 | To Tell the Truth                               | Она сама                                 | Участник                                          |
| 2017 | This Is Everything: Gigi Gorgeous               | Она сама                                 | Documentary                                       |
| 2017 | Celebrity Big Brother UK 20                     | Она сама; Соседка по дому                | 13th Place (11 Episodes)                          |
| 2018 | Shane                                           | Она сама                                 | Web series; 3 episodes                            |
| 2018 | The Real Housewives of Beverly Hills            | Она сама                                 | Cameo; Episode: «Lights Out!»                     |
| 2018 | Access Hollywood                                | Она сама; гость                          | 7 Февраля 2018 года                               |
| 2019 | The Reality House                               | Она сама                                 | Веб-сериал; 2 серии                               |
| 2019 | The Doctors                                     | Она сама; гость                          | Сезон 12, Серия 29                                |
| 2019 | Blood Queens                                    | Marmee Trish                             | 1 эпизод                                          |
| 2021 | TheQuartering                                   | Она сама; гость                          | 1 эпизод                                          |
| 2021 | InformOverload                                  | Она сама; гость                          | 2 эпизода                                         |
| 2024 | Redbar                                          | Она сама; гость                          | 8 эпизодов                                        |
| 2024 | Weekend Breakfast                               | Она сама; гость                          | 1 эпизод                                          |
| 2024 | Saturday Night Live                             | Она сама                                 | Season 50, Episode 8                              |

### Музыкальные видео
| Год  | Название песни            | Артист                   | Роль                        |
| ---- | ------------------------- | ------------------------ | --------------------------- |
| 2007 | «Tears Dry on Their Own»  | Эми Уайнхаус             | Уличный Бродяга             |
| 2009 | «We Made You»             | Eminem                   | Джессика Симпсон            |
| 2011 | «Sleepless in Silverlake» | Les Savy Fav             | Мэрилин Монро               |
| 2012 | «Beekeeper's Daughter»    | The All-American Rejects | Симпатичная Блондинка       |
| 2024 | «Woman’s World»           | Кэти Перри               | Woman Pulling Monster Truck |

## Театр
| Год  | Название                          | Роль              | Примечания                           |
| ---- | --------------------------------- | ----------------- | ------------------------------------ |
| 2025 | Trisha Paytas' Big Broadway Dream | В роли самой себя | St. James Theatre, Broadway, 1 Night |

## Дискография
Титры указаны из Spotify и Apple Music.

### Ведущий артист

#### Синглы
| Год  | Название                            | Альбом                      |
| ---- | ----------------------------------- | --------------------------- |
| 2024 | "Pink Christmas"                    | Неальбомный сингл           |
| 2023 | "Shoulda"                           | Неальбомный сингл           |
| 2021 | "Freaky (Spanish Version)"          | Неальбомный сингл           |
| 2021 | "I Love You Moses"                  | Неальбомный сингл           |
| 2020 | "Covid Christmas"                   | Неальбомный сингл           |
| 2020 | "Only Fan"                          | Неальбомный сингл           |
| 2019 | "Hot Girl Christmas"                | Неальбомный сингл           |
| 2019 | "Iconic"                            | Неальбомный сингл           |
| 2019 | "What Dreams Are Made Of"           | Неальбомный сингл           |
| 2019 | "Crazy and Desparate"               | Неальбомный сингл           |
| 2018 | "Playground (TRK MRK Remix)"        | Неальбомный сингл           |
| 2018 | "Cozy Christmas (feat. Jason Nash)" | Неальбомный сингл           |
| 2018 | "Milk and Cookies"                  | Неальбомный сингл           |
| 2018 | "Shallow"                           | Неальбомный сингл           |
| 2018 | "I Love You Jesus (Trap Remix)"     | Неальбомный сингл           |
| 2018 | "Chicken Parmesan and Heartbreak"   | Chicken Parm and Heartbreak |
| 2018 | "A Christmas Jesus Bop"             | Неальбомный сингл           |
| 2018 | "Never The Bride"                   | Неальбомный сингл           |
| 2017 | "A Jesus Bop"                       | Неальбомный сингл           |
| 2017 | "I Love You Jesus                   | Неальбомный сингл           |
| 2017 | "I Hate My Life"                    | Неальбомный сингл           |
| 2017 | "Freaky”                            | Chicken Fingers and Lipo    |
| 2016 | "Warrior”                           | Warrior                     |
| 2016 | "Born To Make You Happy”            | Неальбомный сингл           |
| 2016 | "Cinderella"                        | Showtime                    |
| 2016 | "Showtime”                          | Showtime                    |
| 2016 | "Everytime”                         | Неальбомный сингл           |
| 2015 | “Christmas Sucks”                   | Неальбомный сингл           |
| 2015 | "Merry Trishmas"                    | Неальбомный сингл           |
| 2015 | "O Holy Night"                      | Неальбомный сингл           |
| 2015 | "Superficial Bitch"                 | Superficial Bitch           |
| 2015 | "Fat Chicks"                        | Fat Chicks                  |
| 2014 | "Santa Baby"                        | Неальбомный сингл           |

#### Мини-альбомы
| Название                    | Детали |
| --------------------------- | --- |
| Postpartum Popstar          | - Дата выхода: 14 февраля 2025 года - Лейбл: Самоиздание - Формат: Digital download, streaming Список треков 1. "Bubbly" 2. "Lullaby" 3. "McGriddle" 4. "GAY"                                                               |
| Rebirth                     | - Дата выхода: 27 ноября 2019 года - Лейбл: Самоиздание - Формат: Digital download, streaming Список треков 1. "After Love" 2. "Revenge" 3. "Show Me Yours" 4. "Yesterday"                                                  |
| Songs From My Kitchen Floor | - Дата выхода: 8 августа 2019 года - Лейбл: Самоиздание - Формат: Digital download, streaming Список треков 1. "Red Flags" 2. "Possessive" 3. "Glass Surface" 4. "Advice"                                                   |
| Chicken Parm and Heartbreak | - Дата выхода: 8 ноября 2018 года - Лейбл: Самоиздание - Формат: Digital download, streaming Список треков 1. "Miss You In My Sheets" 2. "There She Goes" 3. "Boy" 4. "Chicken Parmesan and Heartbreak" 5. "Six Feet Under" |
| Chicken Fingers and Lipo    | - Дата выхода: 24 апреля 2017 года - Лейбл: Самоиздание - Формат: Digital download, streaming Список треков 1. "Freaky" 2. "Silence" 3. "Self Control" 4. "Beautiful Disaster" 5. "Phoenix"                                 |
| Warrior                     | - Дата выхода: 30 декабря 2016 года - Лейбл: Самоиздание - Формат: Digital download, streaming Список треков 1. "Thick (feat. Søn Wolf)" 2. "Pinup Girl" 3. "Did This To Yourself" 4. "Warrior"                             |
| Showtime                    | - Дата выхода: 6 сентября 2016 года - Лейбл: Самоиздание - Формат: Digital download, streaming Список треков 1. "Cinderella" 2. "Showtime" 3. "Feel The Same" 4. "Is This Love?" 5. "Damn I Look Good"                      |
| Superficial Bitch           | - Дата выхода: 29 июня 2015 года - Лейбл: Самоиздание - Формат: Digital download, streaming Список треков "Superficial Bitch" 1. "Leonardo DiCaprio" 2. "Lust" 3. "There You Go"                                            |
| Fat Chicks                  | - Дата выхода: 6 марта 2015 года - Лейбл: Самоиздание - Формат: Digital download, streaming Список треков 1. "Fat Chicks" 2. "Hot For Teacher" 3. "Little Less Conversation" 4. "Lost and Found"                            |

#### Студийные альбомы
| Название         | Детали |
| ---------------- | --- |
| Under the Covers | - Дата выхода: 12 августа 2015 года - Лейбл: Самоиздание - Формат: Digital download, streaming Список треков 1. "Don't Forget Me" 2. "If I Could Turn Back Time" 3. "In The Closet" 4. "Travelin' Thru" 5. "Basket Case" 6. "Soldier Of Love" 7. "True Colors" 8. "All That Jazz" |

### Комментарии
1. ↑  Пэйтас использует местоимения «она/её» и «они/их». В этой статье для единообразия используются местоимения она/её.